# Acrostalagmus albus
Acrostalagmus albus är en svampart som beskrevs av Preuss 1851. Acrostalagmus albus ingår i släktet Acrostalagmus och familjen Hypocreaceae.   Inga underarter finns listade i Catalogue of Life.